# I.DE.A Institute
I.DE.A Institute (акроним от Institute of Development in Automotive Engineering) - автомобильное дизайнерское ателье и инженерная компания, основанная и базирующаяся в Турине, Италия с 1978 года. Владельцем компании является холдинг Rieter, получивший полный контроль в 2002 году.

## Известные дизайны
- 1988 Fiat Tipo
- 1989 Lancia Dedra
- 1990 Fiat Tempra
- 1992 Alfa Romeo 155
- 1993 Lancia Delta
- 1993 Nissan Terrano II/Ford Maverick
- 1994 Lancia Kappa
- 1995 Daihatsu Move
- 1996 Fiat Palio
- 1997 Daewoo Nubira
- 1998 Tata Indica
- 2000 Kia Rio
- 2002 Tata Indigo
- 2008 Tata Nano

## Внешние ссылки
- Сайт компании  (итал.)